# Cinematic and Live
Cinematic and Live je první koncertní album italské cinematic/powermetalové hudební skupiny Luca Turilli's Rhapsody. Bylo vydáno 9. prosince 2016 u vydavatelství Nuclear Blast.

## O albu
Album obsahuje 2 CD, které vyšly v rámci setu Prometheus - The Dolby Atmos Experience + Cinematic and Live. Ten kromě Cinematic and Live obsahuje nově smíchané studiové album Prometheus, Symphonia Ignis Divinus ve formátu Dolby Atmos, které se stalo historicky prvním hudebním albem smíchaném v tomto formátu. O mix se postaral Chris Heil, který je znám svojí spoluprací s Davidem Bowiem, Bryanem Adamsem nebo skupinou Scorpions. Skupina zároveň tento remix navrhla na nominaci pro Ceny Grammy 2018.
Cinematic and Live bylo koprodukováno Alexem Landenburgem a následně smícháno Christianem Moosem v německém studiu Spacelab Studio. Závěrečnou úpravu poté provedl Simone Mularoni v Domination Studio v Itálii. Živá vystoupení byla nahrána v roce 2012 a 2016 v Itálii, Francii, Španělsku a Německu. Na desce se kromě písní Luca Turilli's Rhapsody objevily také některé písně skupiny Rhapsody of Fire a skladby ze sólové tvorby Luca Turilliho, zakladatele skupiny.

## Seznam skladeb
Všechny skladby napsal(i) Luca Turilli. 
| CD 1   | CD 1                                                  | CD 1  |
| Pořadí | Název                                                 | Délka |
| ------ | ----------------------------------------------------- | ----- |
| 1.     | Nova Genesis                                          | 3:34  |
| 2.     | Il cigno nero (Reloaded)                              | 4:11  |
| 3.     | Rosenkreuz (The Rose and the Cross)                   | 4:55  |
| 4.     | Land of Immortals                                     | 4:56  |
| 5.     | Aenigma                                               | 1:31  |
| 6.     | War of the Universe                                   | 4:40  |
| 7.     | Of Michael the Archangel and Lucifer's Fall (Extract) | 3:54  |
| 8.     | Excalibur                                             | 7:22  |
| 9.     | The Ancient Forest of Elves                           | 4:53  |
| 10.    | Son of Pain                                           | 4:50  |
| 11.    | Prometheus                                            | 5:10  |
| 12.    | Drum Solo                                             | 3:23  |
| 13.    | Knightrider of Doom                                   | 5:19  |
| 14.    | Warrior's Pride                                       | 4:18  |

| CD 2           | CD 2                                                                           | CD 2   |
| Pořadí         | Název                                                                          | Délka  |
| -------------- | ------------------------------------------------------------------------------ | ------ |
| 1.             | The Astral Convergence                                                         | 2:14   |
| 2.             | The Pride of The Tyrant                                                        | 4:55   |
| 3.             | Tormento E Passione                                                            | 4:22   |
| 4.             | Demonheart                                                                     | 5:24   |
| 5.             | Bass Solo                                                                      | 2:22   |
| 6.             | Warrior of Ice                                                                 | 6:09   |
| 7.             | Of Michael The Archangel and Lucifer's Fall Part II - Of Psyche and Archetypes | 2:45   |
| 8.             | Dark Fate of Atlantis                                                          | 9:18   |
| 9.             | Dawn of Victory                                                                | 5:55   |
| 10.            | Quantum X                                                                      | 2:22   |
| 11.            | Ascending to Infinity                                                          | 6:42   |
| 12.            | Emerald Sword                                                                  | 4:21   |
| 13.            | Finale                                                                         | 2:37   |
| Celková délka: | Celková délka:                                                                 | 122:00 |

## Obsazení
- Alessandro Conti – zpěv
- Luca Turilli – kytara
- Dominique Leurquin – kytara
- Patrice Guers – basová kytara
- Alex Landenburg – bicí
- Mikko Härkin – klávesy